# Qairat Toksanbaev
Qairat Toksanbaev (in kazako Қайрат Токсанбаев?; 9 settembre 1970) è un ex giocatore di calcio a 5 kazako.

## Carriera
Con la nazionale maschile di calcio a 5 del Kazakistan ha disputato il FIFA Futsal World Championship 2000 in cui la selezione centrasiatica è stata eliminata nel girone del primo turno comprendente Brasile, Portogallo e Guatemala.